# Milano-Sanremo 1959
La Milano-Sanremo 1959, cinquantesima edizione della corsa, fu disputata il 19 marzo 1959, per un percorso totale di 281 km. Fu vinta dallo spagnolo Miguel Poblet, giunto al traguardo con il tempo di 6h45'33" alla media di 41,573 km/h davanti a Rik Van Steenbergen e Léon Van Daele.
I ciclisti che partirono da Milano furono 177; coloro che tagliarono il traguardo a Sanremo furono 116.

## Ordine d'arrivo (Top 10)
| Pos. | Corridore           | Squadra         | Tempo    |
| ---- | ------------------- | --------------- | -------- |
| 1    | Miguel Poblet       | Ignis-Frejus    | 6h45'33" |
| 2    | Rik Van Steenbergen | Peugeot-BP      | s.t.     |
| 3    | Léon Van Daele      | Flandria        | s.t.     |
| 4    | Frans De Mulder     | Groene Leeuw    | s.t.     |
| 5    | Michel Van Aerde    | Carpano         | s.t.     |
| 6    | Vito Favero         | Atala-Pirelli   | s.t.     |
| 7    | Willy Vannitsen     | Ghigi-Ganna     | s.t.     |
| 8    | Silvano Ciampi      | Bianchi-Pirelli | s.t.     |
| 9    | Giorgio Albani      | Molteni         | s.t.     |
| 10   | Arthur De Cabooter  | Groene Leeuw    | s.t.     |